# Marcelo Fróes
Marcelo Fróes (Rio de Janeiro, 4 de junho de 1966) é um produtor musical, escritor, advogado e pesquisador de música popular brasileira.
É fundador do selo Discobertas e da Sonora Editora.

## Biografia
É bacharel em Direito, formado em 1989 na Universidade do Estado do Rio de Janeiro. Foi advogado da Sociedade dos Engenheiros e Arquitetos do Estado do Rio de Janeiro (SEAERJ) entre 1991 e 1995.
Foi editor do jornal International Magazine, entre 1994 e 2009.

Em 2002, fundou o selo Discobertas, responsável pela reedição de dezenas de discos originais de artistas da MPB. Em 2017, o selo foi premiado na categoria Projeto Especial do Prêmio APCA (Associação Paulista de Críticos de Artes).